# گمیرن
گمیرن (به هلندی: Gameren) یک منطقهٔ مسکونی در هلند است که در زالت‌بومل واقع شده‌است. گمیرن ۱٫۷۳ کیلومتر مربع مساحت و ۲٬۳۲۸ نفر جمعیت دارد.